# Abthorpe
Abthorpe är en ort och civil parish i Storbritannien.   Den ligger i grevskapet Northamptonshire i riksdelen England, i den södra delen av landet, 90 km nordväst om huvudstaden London. Abthorpe ligger 121 meter över havet och antalet invånare är 285.
Terrängen runt Abthorpe är platt. Runt Abthorpe är det ganska tätbefolkat, med 160 invånare per kvadratkilometer. Närmaste större samhälle är Northampton, 19,1 km nordost om Abthorpe. Trakten runt Abthorpe består till största delen av jordbruksmark.